# Карпочев, Виктор Александрович
Виктор Александрович Карпочев (15 сентября 1939, село Теряевка, Неверкинский район, Пензенская область — 11 августа 2024, Москва) — советский партийный и государственный деятель. Заместитель Министра внутренних дел СССР, начальник Политического управления МВД СССР (1990—1991). С 1996 года председатель правления РОО «Нижегородское землячество в столице». Кандидат философских наук.

## Биография
Виктор Карпочев родился 15 сентября 1939 года в селе Теряевка.
С 1956 по 1962 год учился на кораблестроительном факультете Горьковского политехнического института.
С марта 1960 по сентябрь 1961 года совмещал учёбу с работой секретаря комитета комсомола института.
С 1961 по 1964 год — первый секретарь Советского района районного комитета ВЛКСМ города Горького.
В 1964 году — заведующий отделом комсомольских организаций Горьковского промышленного областного комитета (обкома) ВЛКСМ.
С 1964 по 1966 год — секретарь, заведующий отделом пропаганды и агитации, заведующий отделом пропаганды и культурно- массовой работы Горьковского обкома ВЛКСМ.
С 1966 по 1968 год — второй секретарь Горьковского обкома ВЛКСМ, а с 1968 по 1974 год первый секретарь Горьковского обкома ВЛКСМ. Избирался членом ЦК ВЛКСМ.
С 1974 по 1977 год — первый секретарь Нижегородского районного комитета КПСС города Горького;
С 1977 по 1979 год — секретарь Горьковского горкома КПСС.
С 1979 по 1981 год — аспирант академии общественных наук при ЦК КПСС. В феврале 1982 года досрочно защитил диссертацию и получил звание rандидат философских наук.
С 1981 по 1987 год — заместитель председателя исполкома Горьковского областного Совета народных депутатов. Отвечал за обеспечение нормальной жизнедеятельности отраслей лёгкой и местной промышленности, энергетики, транспорта и связи, дорожного строительства, правопорядка и безопасности.
С 1987 по 1988 год — начальник УВД Горьковского облисполкома.
С 1988 по 1990 год — второй секретарь Горьковского обкома КПСС.
С 1990 по 1991 год — заместитель Министра внутренних дел СССР, начальник Политического управления МВД СССР.
С 1991 по 1993 год — генеральный директор информационно-издательского агентства «Интердетектив».
С 1993 по 1996 год — директор департамента экономической безопасности и защиты информации, директор департамента филиалов, заместитель председателя правления — директор департамента филиалов акционерного межотраслевого Русского национального банка.
С 1996 по 1998 год — начальник службы безопасности ООО «Русский Инвестиционный Дом».
С 1998 по 2005 год — управляющий делами ОАО «ГАО „ВВЦ“».
С 2005 по 2007 год — первый заместитель генерального директора ОАО "ГАО «ВВЦ».
Является членом Всероссийского Совета ветеранов внутренних дел и внутренних войск России.
С 1996 года и до самой смерти председатель правления РОО «Нижегородское землячество в столице». За эти годы, благодаря его усилиям, Землячество стало жизнеспособным, вёл целенаправленную работу по сплочению земляков, сохранению памяти о тех, кто прославил Нижегородчину, по воспитанию молодёжи на лучших традициях старших поколений Москвы и Нижнего Новгорода.
Скончался 10 августа 2024 года в Нижнем Новгороде в возрасте 84 лет. Похоронен на Троекуровском кладбище в Москве.

## Награды и звания
- Три Ордена Трудового Красного Знамени (1971,1973,1986);
- Медаль «За трудовую доблесть»;
- Медаль «За отвагу на пожаре»;
- Медаль «За трудовое отличие»;
- Медаль «Ветеран труда»;
- Юбилейная медаль «За доблестный труд (За воинскую доблесть). В ознаменование 100-летия со дня рождения Владимира Ильича Ленина»;
- Заслуженный работник МВД
- Почётный знак ВЛКСМ;
- Почётный гражданин Нижегородской области (2009)[6]

## Семья и увлечения
Женат. Жена — Нонна Леонидовна Карпочева. 
 Сын — Максим, дочери — Елена, Светлана. 
Внучка и 3 внука.